# تنغ غولة انجير (بهمئي غرمسيري الشمالي)
تنغ غولة انجير (بالفارسية: تنگ گوله انجیر) هي قرية تقع في إيران في قسم بهمئي غرمسیري الشمالي الريفي. يقدر عدد سكانها بـ 170 نسمة بحسب إحصاء 2016.